# Feuilleea
Feuilleea là một chi thực vật có hoa trong họ Cucurbitaceae.

## Loài
Chi Feuilleea gồm các loài: